# Le Bon Vivant
Pour les articles homonymes, voir Vivant.
Le Bon Vivant est un magazine hebdomadaire humoristique illustré français, lancé en novembre 1899 et disparu en janvier 1911.

## Histoire
Le 18 novembre 1899, Fayard frères décide de remplacer La Jeunesse amusante, lancé en avril 1897, par Le Bon Vivant, journal humoristique de la famille, ciblant à la fois les lycéens et leurs parents. Le magazine sort tous les samedis et est vendu 10 centimes pour 16 pages d'histoires illustrées comiques, comprenant parfois la double page centrale en couleurs. L'année suivante, Fayard frères lance La Vie pour rire : avec ces deux magazines illustrés humoristiques, cette maison d'édition cherche à concurrencer des supports populaires comme Le Rire et à investir un nouveau marché, celui des illustrés pour la jeunesse.
En 1902, la première de couverture, toujours en couleurs, devient un strip de bande dessinée dont la suite se poursuit en page 16, également en couleurs.
Le prix passe à 15 centimes en 1905.
Le 20 mars 1910, la numérotation s'arrête à 540, et une nouvelle série commence, qui prend fin le 8 janvier 1911, au bout de 43 numéros : Le Bon Vivant fusionne alors avec le Diabolo journal, également un titre Fayard.

## Principaux illustrateurs
La plupart des dessinateurs signent de leur patronyme, mais un certain nombre utilisent des pseudonymes restés parfois mystérieux ou peu documentés :  
- Jean d'Aurian
- B. Baker
- Bara
- Albert Bertrand
- Cadet
- Calvin
- Marcel Capy
- Courtois
- Dandurand
- Georges Delaw
- Paul d'Espagnat (S. Pania)
- Pierre Falké
- Ricardo Florès
- Henry Gerbault
- Augustin Grass-Mick
- George Edward
- Lucien Haye
- André Hellé
- Joseph Hémard
- Henriot
- Léon Kern
- Georges Lion
- Robert Lortac
- Mars
- Rose Maury
- G. Ménard
- Mignot
- Mirande
- Marius Monnier
- Mauryce Motet
- Georges Omry
- Charles Pourriol
- Maurice Radiguet
- Moriss
- G. Ri
- Pierre Rivaltar
- Léon Roze[1]
- Paul Sellier
- Tybalt
- Louis Valvérane
- Walles
- Weiluc